# 萩原光
萩原 光（はぎわら あきら、1956年7月21日 - 1986年4月7日）は、レーシングドライバー。神奈川県小田原市出身。星野一義の弟子。

## 経歴

### アマチュア時代
14歳の時、まだ無免許であったがトヨタ・クラウンをこっそり運転し、レーサーにあこがれを抱く。当時、免許取得前に車を運転したいと考え、最も早い手段が暴走族に入る事だったため、暴走族グループに所属していたこともあった。しかし萩原は暴走行為に全く興味はなく、車に乗ることと速く走る技術を磨くことだけに関心があった。自著でも「族に入ってたというだけで白い目で見る人もいるけど、目指したのは走りそのものだけだ。」と記している。18歳で自動車運転免許取得。以後マツダ・サバンナ、日産・フェアレディZと乗り継ぎ、「小田原一速い男」として峠道など街道レーサーとして現状で出来得るテクニックを追求した。
東海大学付属相模高等学校卒業後、1974年に東海大学体育学部社会体育学科に在学し、教育実習で小田原市立城山中学で教鞭を取った。

### ツーリングカーレース
大学在学中の1977年7月24日、富士ロングディスタンスシリーズ第2戦富士1000kmでレースデビュー。初めてサーキットを走るまでは箱根の峠道で自分は誰にも負けない、誰より速いと思い込んでいたが、サーキットでは全く通用しないと知ると悔しい思いとみじめな思いが交錯しショックを受けたという。同シリーズ第5戦で2位となり初めて表彰台に立つ。参戦初期はTSクラス（TS=ツーリング・スペシャル。ベース車両が1200cc以下のツーリングカー）で腕を磨いた。
1978年になるとホームコースである富士スピードウェイだけでなく、筑波サーキットや鈴鹿サーキットでのTSレースへ遠征、トリイ・サニーで参戦。富士フレッシュマンシリーズ第5戦で初優勝。
1979年、ヨコハマタイヤとスポンサー契約。以後ADVANスターレット、ADVAN東名サニーなどに搭乗する。筑波で1勝、富士で2勝を挙げる。東名自動車の先輩・高橋健二から紹介され星野一義宅を訪れ、萩原の無口で真面目な普段の話しぶりの奥底に、強い負けん気の強さと向上心が秘められていると知った星野は、萩原に直接技術的なことは言わなかったが師弟関係となり交流が始まった。TSレースはフォーミュラへの参戦開始後も1982年まで継続。アドバンカラーのB110東名サニーを操り、つちやサニーの和田孝夫らとマイナーツーリングで名勝負を見せた。

### フォーミュラ3
1980年、フォーミュラカーにデビュー。全日本F3選手権でランキング4位。第6戦富士では初ポールポジションを獲得。
1981年の全日本F3選手権では3勝、5回のポールポジション獲得と前年よりさらに速さを発揮。最終戦まで中子修とチャンピオン争いを展開したが、最終戦で萩原は自らのシフトミスからエンジン不調を招きリタイヤを喫し、中子に敗れランキング2位となった。同年11月には海外遠征しマカオグランプリのフォーミュラ・パシフィッククラスにマーチ・80A（ニッサンLZ14エンジン）で参戦。予選は15位だったが、サバイバルレースとなった決勝で生き残り5位でチェッカーを受ける。
1982年、全日本フォーミュラ・パシフィック選手権にステップアップし、同年秋には国内最高峰レースである全日本F2選手権にデビューする。

### フォーミュラ2 / グループC
1983年はフルエントリーとなった全日本F2に加えて、全日本耐久選手権（当時）に星野一義率いるホシノレーシングから参戦。マーチ・83G/日産 23号車に乗り星野との師弟コンビでの参戦となった。同体制での全日本耐久への参戦は、逝去年となる1986年まで継続されていた。毎年秋に富士ラウンドが開催されていた世界耐久選手権（WEC）にも参戦したほか、富士グランチャンピオンレースにもフル参戦。星野がヨーロッパF2参戦のため不在となった際には代役としてスーパーシルエットレースにも「スーパーシルエット・シルビア」で参戦した。
1985年からはF2・GC・全日本耐久と並行して全日本ツーリングカー選手権（JTC）への参戦を開始。

### 赤城明との出会い
マネージャーとして萩原のレース活動を支えた弟・萩原任（まこと）と2人でスポンサー獲得の営業活動をしていた際、のちにレイトンハウスとなる不動産業「丸晶興産」の代表・赤城明の賛同を得られ、1984年の富士GCから萩原の駆るGCカーに丸晶興産のロゴが入れられ、1985年からは LEYTON HOUSE ロゴとなった。萩原はレイトンハウスの象徴的存在としてF2、GC、ツーリングカー（グループA・黒沢元治とのコンビ）各カテゴリーに参戦した。1986年には「レイトンハウス・レーシング」となり、エースとしての活躍が期待された。
また、1986年5月31日から6月1日に開催のル・マン24時間レースには日産（NISMO）初参戦の大役が星野一義・松本恵二とのチームで決定していた。

### 事故死
ル・マン24時間レース初参戦を目前にした1986年4月7日、レイトンハウスのグループA参戦車両であるメルセデス・ベンツ・190E 2.3-16のテスト走行中、スポーツランド菅生の2コーナー（当時。現在のレインボーコーナー）を曲がり切れず前面の岩肌に激突し炎上。マシンはさらに20メートル前方まで舞い上がり、コース外側のガードレールに乗り上げる形で停止したが、萩原はシフトレバーの金属部に右足を挟まれ、上半身を左窓から出す形で焼死した。29歳没。
菅生にはこの時、レイトンハウスの赤城明をはじめ、黒沢元治、都平健二、弟の運転する車に乗り共に菅生入りした後輩・影山正彦が同行していた。元々のスケジュールでは萩原はこの菅生テストには参加せず、4月6日に開催された全日本耐久選手権の開幕戦・鈴鹿500kmレース決勝に出走し、7日は移動日となる予定であった。しかし、鈴鹿で乗っていた日産・R86Vが、萩原が走行を担当していた6日朝のウォーミングアップセッション中に出火し、決勝レース参戦が不能となった。ここでスケジュールを変更し、レースのスタートを見届けた直後にマネージャーである弟が運転する車で移動を開始。レイトンハウスに届いたばかりのグループA参戦用メルセデス・ベンツ・190Eの初期テスト走行を自らの手で行うことを望み、急遽菅生に向かったことがこの事故につながってしまった。
菅生の事故現場で消火作業を行った黒沢元治は、「炎の勢いが強かったうえに強風で、家庭の台所にあるような小さな消火器しかなくて何の役にも立たなかった。光にお詫びしなければならない。僕たちの世代がサーキットの安全対策を実行しなかったというやり残しが、光の若い命を救えなかった要因だ。せめて飛行場にあるような化学消防車を各サーキットに配置できるように運動したい」と悔み、以後松本恵二や星野らと共にその実現のために働きかけを行った。
萩原は日本国内でのモーターレースシーンにおいて、当時F1に一番近い若手レーサーとオートスポーツ誌などで報じられることもあった。出場が決まっていたル・マン24時間レースには、代役として鈴木亜久里が起用され参戦した（結果はトランスミッショントラブルにより64周リタイア）。

### 余波
萩原の死去後、4月11日-12日に地元小田原で通夜と告別式が行われた。あいさつに立った兄貴分・星野一義は慟哭し言葉を発することができなかった。父親がマイクを通して「アキラにレースに出ることを許したときから、いつかこの日が来ることは分かっていましたが、覚悟はしていたけれども…。お世話になった皆様にご恩返しできていないままアキラは死んでしまいました。恩返しは代わりに弟の任がやってくれるでしょう」と周囲への感謝を述べた。4月20日開催の全日本F2第2戦富士にて、萩原のレイトンハウスカラーのマシンが3台コース上に用意され、F2マシンに松本恵二、2台のGCカーに星野一義と高橋健二が搭乗し、3台での追悼走行が行われた。
レイトンハウス代表の赤城は、萩原の死によって以後のレース活動を継続するべきか悩み、撤退する考えに傾いていたが、萩原の遺族から辞めないでほしいとの願いを受けて活動は継続されることとなり、3レース欠場したあと萩原のF2シートの後任にはイヴァン・カペリが起用され翌年にはレイトンハウスと共にF1へ挑戦開始することとなる。弟の任もレイトンハウス・レーシングにマネージャーとして残り、1992年の全日本F3000での活動終了まで携わった。
13回忌にあたる1998年、フォーミュラ・ニッポン第6戦・菅生の予選終了後、ホームストレート上で星野一義や影山正彦・正美兄弟を中心に多くの関係者を集め、萩原が好きだったというコーヒー牛乳で献杯が行われた。

## 人物
- もっとも尊敬する人物に星野一義、凄いと思うレーサーにはニキ・ラウダを挙げている[1]。
- 赤城明は萩原について「萩原は非常に人見知りをする、おとなしい青年だった。でも、サーキットでヘルメットをかぶるとまったく変わってしまう。レースでは普段の彼からは想像もできないくらい、激しい走りを見せてくれた」と述べている[10]。
- カラオケが好きだった。レースの無い週にサイン会で訪れたタイヤショップでの質問コーナーで「マイクを持ってしゃべってますしせっかくだから一曲…」と冗談を言ったところ、店が当時流行し始めていたレーザーディスクカラオケで「氷雨」(1983年の大ヒット曲)を流し始めてしまったため、萩原はレーシングスーツを着たまま氷雨をうたい上げ「演歌好きなんですよね(笑)」と会場のファンを喜ばせた[11]。
- プロレーサーとなって全日本F2に参戦開始後の愛車は白いフェラーリ・テスタロッサだった。自身の技術論を記したベストカー別冊「俺だけの運転テクニック」の表紙にもテスタロッサが描かれた[1]。
- 萩原の師匠的存在として星野一義が知られるが、萩原自身も弟子といえる存在として影山正彦から話を聞き相談に乗っていた。1985年オフに影山が参戦資金に困り借金も抱え、「アキラさんお世話になりました。レース辞めます。」とあいさつに来た際に「レイトンハウスに行って話をしておいで。」と紹介し、影山は1986年以降もレース参戦を継続できるようになった[12]。
- 1986年の事故直後、週刊少年マガジンでオートバイ漫画「バリバリ伝説」を連載中だったしげの秀一が萩原の死を悼み、追悼文を欄外に記した。これは単行本にも収録された。

## レース戦績
- 1983年 富士グランチャンピオンレース ランキング 4位
- 1984年 富士グランチャンピオンレース ランキング 7位
- 1985年 富士グランチャンピオンレース ランキング 6位

### 全日本F3選手権
| 年     | チーム             | 使用車両    | 車番 | タイヤ | 1     | 2     | 3     | 4     | 5     | 6     | 7       | 8     | 9      | 順位 | ポイント |
| ------ | ------------------ | ----------- | ---- | ------ | ----- | ----- | ----- | ----- | ----- | ----- | ------- | ----- | ------ | ---- | -------- |
| 1980年 | 杉本タイヤサービス | マーチ・793 | 16   | D      | SUZ 9 | TSU 7 | FSW 2 | NIS 3 | TSU 5 | FSW 2 | SUZ Ret | SUZ 4 |        | 4位  | 66       |
| 1981年 | ADVAN東名          | マーチ・793 | 16   | Y      | SUZ 2 | TSU 1 | FSW 2 | NIS 4 | SUG C | TSU 2 | NIS 1   | SUZ 1 | SUZ 12 | 2位  | 115      |

- 太字はポールポジション、斜字はファステストラップ。(key)

### 全日本F2選手権
| 年     | チーム                  | シャシー    | エンジン     | 車番 | タイヤ | 1       | 2     | 3     | 4      | 5       | 6       | 7       | 8       | 順位 | ポイント |
| ------ | ----------------------- | ----------- | ------------ | ---- | ------ | ------- | ----- | ----- | ------ | ------- | ------- | ------- | ------- | ---- | -------- |
| 1982年 | オートバックスADVAN東名 | マーチ・822 | BMW・M12/7   | 16   | Y      | SUZ     | FSW   | SUZ   | SUZ    | SUZ 8   | SUZ     |         |         | 20位 | 3        |
| 1983年 | ACOMオートバックス東名  | マーチ・822 | BMW・M12/7   | 16   | B      | SUZ 10  | FSW 6 | MIN   | SUZ 12 | SUZ Ret | FSW 8   | SUZ Ret | SUZ 16  | 12位 | 10       |
| 1984年 | ウォルター・ウルフ      | マーチ・832 | BMW・M12/7   | 16   | B      | SUZ 6   | FSW 7 | MIN 4 | SUZ 8  | SUZ 4   | FSW Ret | SUZ 13  | SUZ Ret | 7位  | 33       |
| 1985年 | ウォルター・ウルフ      | マーチ・852 | BMW・M12/7   | 16   | B      | SUZ 5   | FSW 4 | MIN 7 | SUZ 4  | SUZ DNS | FSW 12  | SUZ 7   | SUZ 7   | 7位  | 40       |
| 1986年 | レイトンハウス          | マーチ・86J | ヤマハ・OX66 | 16   | B      | SUZ Ret | FSW   | MIN   | SUZ    | SUZ     | FSW     | SUZ     | SUZ     | NC   | -        |

### 全日本耐久選手権
| 年     | 所属チーム       | コ・ドライバー    | 使用車両                             | クラス | 1       | 2       | 3       | 4       | 5     | 6       | 順位 | ポイント |
| ------ | ---------------- | ----------------- | ------------------------------------ | ------ | ------- | ------- | ------- | ------- | ----- | ------- | ---- | -------- |
| 1983年 | ホシノレーシング | 星野一義          | シルビアターボCニチラ（マーチ・83G） | C1     | SUZ Ret | SUZ Ret | FUJ 7   |         |       |         | NC   | 0        |
| 1984年 | ホシノレーシング | 星野一義          | シルビアターボCニチラ（マーチ・83G） | C1     | SUZ 13  | TSU     | SUZ 12  | FSW Ret |       |         | NC   | 0        |
| 1985年 | ホシノレーシング | 星野一義 松本恵二 | シルビアターボCニチラ（マーチ・83G） | C1     | SUZ 2   | FSW Ret |         |         |       |         | 15位 | 35       |
| 1985年 | ホシノレーシング | 星野一義 松本恵二 | シルビアターボCニチラ（マーチ・85G） | C1     |         |         | FSW Ret | SUZ Ret | FSW 1 | FSW Ret | 15位 | 35       |
| 1986年 | ホシノレーシング | 星野一義          | 日産・R86V                           | C1     | SUZ DNS | FSW     | FSW     | SUZ     | FSW   | FSW     | NC   | -        |

### 世界耐久選手権
| 年     | 所属チーム       | 使用車両         | クラス | 1   | 2   | 3   | 4   | 5   | 6     | 7   | 8   | 9       | 10  | 11  | 順位 | ポイント |
| ------ | ---------------- | ---------------- | ------ | --- | --- | --- | --- | --- | ----- | --- | --- | ------- | --- | --- | ---- | -------- |
| 1983年 | ホシノレーシング | マーチ・83G/日産 | C      | MNZ | SIL | NÜR | LMN | SPA | FSW 7 | KYA |     |         |     |     | 67位 | 4        |
| 1984年 | ホシノレーシング | マーチ・83G/日産 | C1     | MNZ | SIL | LMN | NÜR | BRH | MOS   | SPA | IMO | FSW Ret | KYA | SUN | NC   | 0        |
| 1985年 | ホシノレーシング | マーチ・85G/日産 | C1     | MUG | MNZ | SIL | LMN | HOC | MOS   | SPA | BRH | FSW 1   | SHA |     |      | 10       |
| 1986年 | NISMO            | 日産・R86V       | C1     | MNZ | SIL | LMN | NOR | BRH | JER   | NÜR | SPA | FSW     |     |     |      | -        |

### 全日本ツーリングカー選手権
| 年     | チーム                  | コ・ドライバー | 使用車両                  | クラス | 1       | 2     | 3     | 4       | 5       | 6   | 順位 | ポイント |
| ------ | ----------------------- | -------------- | ------------------------- | ------ | ------- | ----- | ----- | ------- | ------- | --- | ---- | -------- |
| 1985年 | Pダッシュ・スカイライン | 都平健二       | 日産・スカイライン (DR30) | DIV.3  | SUG 1   | TSU 2 | NIS 3 | SUZ Ret | FSW Ret |     |      |          |
| 1986年 | レイトンハウス          | 黒沢元治       | メルセデス・ベンツ・190E  | DIV.2  | NIS Ret | SUG   | TSU   | SEN     | FSW     | SUZ | NC   | 0        |